# Kularr
Kularr (Schreibvarianten: Kuarr und Kulari) ist eine Ortschaft im westafrikanischen Staat Gambia.
Nach einer Berechnung für das Jahr 2013 leben dort etwa 4314 Einwohner, das Ergebnis der letzten veröffentlichten Volkszählung von 1993 betrug 3370.

## Geographie
Kularr liegt am südlichen Ufer des Gambia-Fluss in der Upper River Region, Distrikt Fulladu East. Der Ort liegt rund 17 Kilometer (Luftlinie) von Basse Santa Su, der Hauptstadt der URD, entfernt.